# استیل فن هوف
استیل فن هوف (انگلیسی: Steele Von Hoff؛ زادهٔ ۳۱ دسامبر ۱۹۸۷) دوچرخه‌سوار اهل استرالیا است.
از باشگاه‌هایی که در آن بازی کرده‌است می‌توان به تیم دوچرخه‌سواری وان و کنندیل–دراپاک اشاره کرد.
وی در مسابقات کشوری و بین‌المللی در مجموع برندهٔ ۱ مدال طلا شده‌است.